# Megacephalomana stygium
Megacephalomana stygium is een vlinder uit de familie spinneruilen (Erebidae). De wetenschappelijke naam is voor het eerst geldig gepubliceerd in 1881 door Saalmüller.
De soort komt voor in tropisch Afrika.